# Юдаков Сулейман Олександрович
Сулейман Олександрович Юдаков (*1 (14) квітня 1916, Коканд, Ферганська область Російської імперії —  1990, Ташкент, Узбецька РСР) — узбецький і таджицький композитор; один із зачинателів нових жанрів у національному мистецтві, творець першої узбецької комічної опери «Витівки Майсари», комедійно-сатиричного балету «Юність Насреддіна». Лауреат Сталінської премії та Державної премії Узбекистану.

## З біографії та творчості
1929 — можливість серйозно займатися музикою вперше Сулейман (Соломон) Юдаков отримав у Кокандському дитячому будинку. Його першим учителем музики був Михайло Генріхович Найгоф. 
1932 — Сулейман починає навчання на музичному робітфаку при Московській консерваторії по класу флейти. 
1939 — студент композиторського факультету консерваторії у класі Р. М. Глієра. 
1941 — з початком війни композитор перериває навчання і повертається до Ташкента. 
1944 року Юдаковим була написана мелодія гімну Таджицької РСР. Уже згодом, за десятиліття, написана ним мелодія лягла в основу сучасного гімну Таджикистану. 
1945 — С. О. Юдаков створив музичну драму «Син» («Фарзанд»). 
Після війни (друга половина 1940-х) Сулейман Юдаков написав багато творів: 
- «Східна поема» для скрипки з фортепіано;
- «Фантазія для скрипки, віолончелі та фортепіано»;
- «Танцювальна сюїта» для двох фортепіано. Композиція сюїти складається з 3 частин: «Хорезмська святкова хода», «Азербайджанський ліричний танець», «Ферганський танець».

У 1958 році С. О. Юдаков написав першу узбецьку комічну оперу «Витівки Майсари» (за твором Хамзи). 
У 1959 році опера була поставлена на сцені Державного академічного великого театру імені Алішера Навої. Вона мала грандіозний успіх. Була перекладена 9 мовами й поставлена в багатьох країнах ближнього і далекого зарубіжжя (постановка в Московському театрі «Ромен» — у 1960 році, у польській Лодзі — у 1975 році). 
1967 року Юдаков створив перший узбецький комічний балет «Юність Насреддіна». 
Композитор був нагороджений орденами Трудового Червоного Прапора, «Знак Пошани», медалями. 
На початку грудня 2008 року відкрив свої двері для відвідувачів Музей-квартира Сулеймана Юдакова у Ташкенті.